# 准噶尔拉拉藤
准噶尔拉拉藤（学名：Galium soongoricum）为茜草科拉拉藤属下的一个种。

## 扩展阅读
- 維基物種上的相關：准噶尔拉拉藤